# سياسة فنلندا

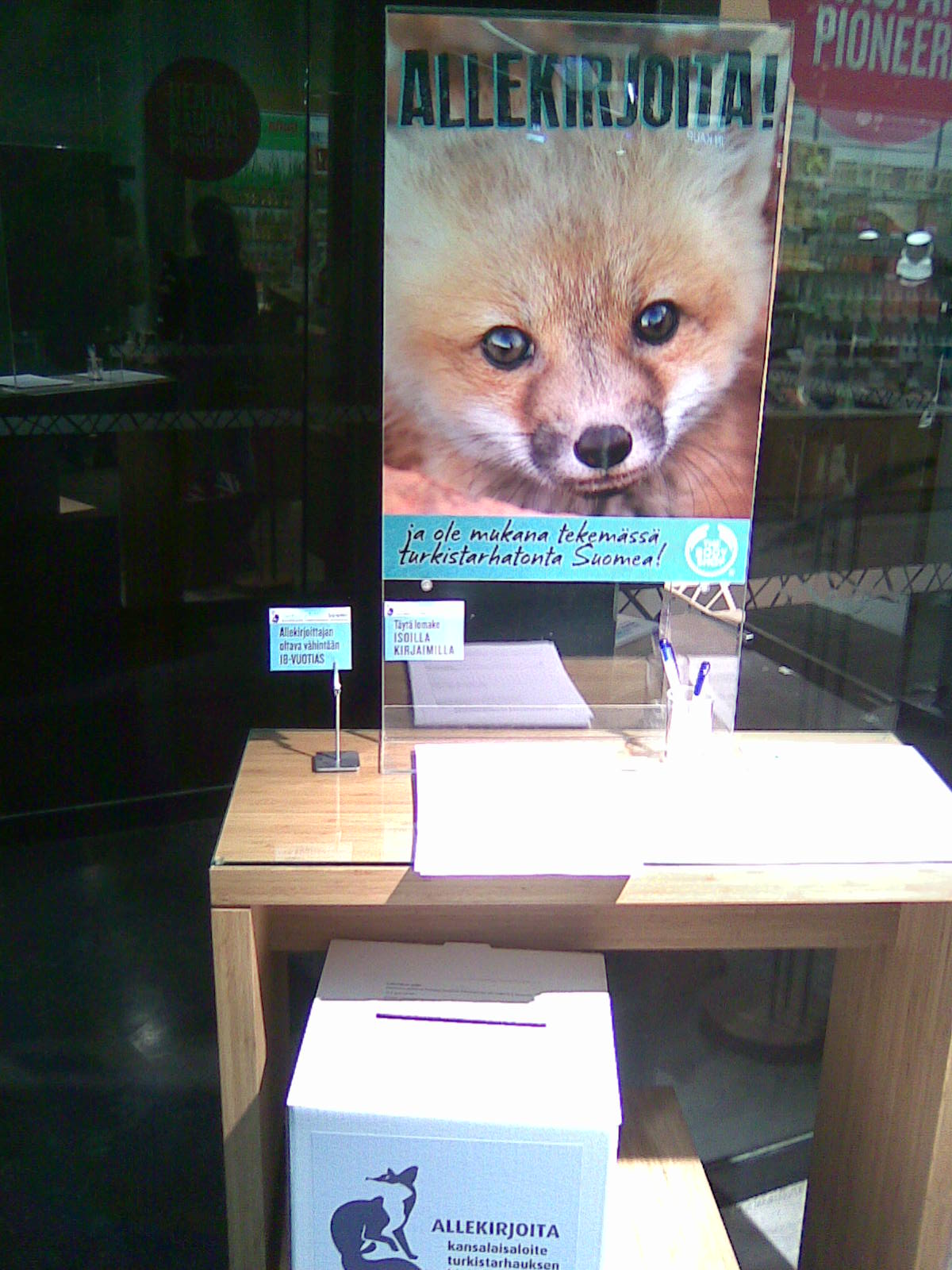

سياسة فنلندا تجري في إطار نظام جمهورية شبه نصف رئاسي ديمقراطي تمثيلي وتعددية حزبية. رئيس فنلندا هو رأس الدولة، يقود السياسة الخارجية والقائد الأعلى لقوات الدفاع. رئيس وزراء فنلندا هو رئيس الحكومة التي تمارس السلطة التنفيذية. تناط السلطة التشريعية بالبرلمان فنلندي، للحكومة حقوق محدودة بتعديل أو توسيع نطاق التشريع. يملك الرئيس صلاحية النقض (الفيتو) على القرارات البرلمانية رغم إمكانية البرلمان تجاوزها.
السلطة القضائية مستقلة عن السلطتين التنفيذية والتشريعية. تتكون السلطة القضائية من نظامين، المحاكم العادية والمحاكم الإدارية، وترأسهما المحكمة العليا والمحكمة الإدارية العليا على التوالي. تنظر المحاكم الإدارية في حالات الطعن بالقرارات الرسمية. لا توجد «محكمة دستورية» - يمكن الطعن في دستورية قانون ما كما تسير الأمور في القضايا الفردية.
رغم أن النظام الفنلندي برلماني في المقام الأول، فإن للرئيس بعض الصلاحيات البارزة. فهو يقود السياسة الخارجية «بالتعاون» مع الحكومة، والأمر ذاته ينطبق على المسائل المتعلقة بالأمن القومي. السلطة التنفيذية الرئيسية تكمن في مجلس الوزراء برئاسة رئيس الوزراء. قبل إعادة كتابة الدستور الذي اكتملت في عام 2000، كان الرئيس يتمتع بالسلطة أكبر.
يتمتع الفنلنديون بالحريات الفردية والسياسية، والانتخاب من حق الجميع من سن 18، كانت المرأة الفنلندية الأولى في العالم التي تحصل على حقوق غير مقيدة سواءً في التصويت أو الترشح للبرلمان.
سكان البلاد متجانسون عرقياً ومع سكان مهاجرين ليسوا بأعداد كبيرة. القليل من التوترات قائمة بين الأغلبية الناطقة باللغة الفنلندية والأقلية الناطقة بالسويدية، وإن كان في بعض الدوائر نقاش لا ينتهي حول مكانة اللغة السويدية.
اتفاقات العمل تشكل أيضا مسائل سياسية هامة. مساومة مركزية للغاية وغالبا ما تشارك الحكومة لتنسيق السياسة المالية. فنلندا صحة اتفاقات صلاحية العمل الجماعية العالمية، وكثير من الأحيان، ولكن ليس دائما، ونقابات العمال وأرباب العمل والحكومة التوصل إلى اتفاقية سياسة الدخل الشامل. النقابات الهامة هي منظمة نقابات عمال فنلندا المركزية (SAK) ومنظمة الموظفين المركزية (STTK) وممثلية المهن الأكاديمية (AKAVA)، اتحاد الأعمال الفنلندي (EK).